# Matej Delač
Matej Delač (Uskoplje, 20. kolovoza 1992.) je hrvatski nogometni vratar podrijetlom iz BiH. Trenutačno igra za Horsens.
U 2008. nastupa za NK Inter Zaprešić. Za Inter je debitirao 22. veljače 2008. u utakmici protiv Zagreba. Tom je utakmicom postao najmlađi igrač koji je nastupio u 1. HNL.17. rujna 2009. Delač je potpisao 5-godišnji ugovor s engleskim klubom Chelsea.
24. kolovoza 2010. Delač je otišao na posudbu u nizozemski klub Vitesse za ostatka sezone.
U sezoni 2011./12. Matej odlazi na posudbu iz Chelsea u SK Dynamo České Budějovice.
Nakon sezone posudbe u zaprešićkom Interu, Matej odlazi na posudbu u FK Vojvodinu.
U siječnju 2014. Matej odlazi na posudbu u FK Sarajevo.
U rujnu 2014. Matej odlazi na posudbu u francuski Arles.
Dana 30. kolovoza 2009. godine izbornik hrvatske reprezentacije Slaven Bilić poziva Delača za utakmicu kvalifikacija s Bjelorusijom.

## Vanjske poveznice
- Matej Delač @ hnl-statistika.com